# Louder Than Words
| 전문가 평가          | 전문가 평가 |
| 평가 점수            | 평가 점수   |
| 출처                 | 점수        |
| -------------------- | ----------- |
| AllMusic             | [ 1 ]       |
| Billboard            | (favorable) |
| Robert Christgau     | [ 3 ]       |
| Entertainment Weekly | B+          |
| The Guardian         | [ 5 ]       |
| Los Angeles Times    | [ 6 ]       |

《Louder Than Words》는 미국의 싱어송라이터 라이오넬 리치의 네 번째 스튜디오 음반이고, 미국에서 1996년 4월 16일, 머큐리 레코드에 의해 발매되었다. 이 음반은 리치가 그의 첫 번째 부인 브렌다 하비와 이혼하고 그의 아버지와 가까운 친구를 잃은 더 긴 공백 기간 후 10년 만에 새로운 소재의 첫 번째 음반뿐만 아니라 음반사와 함께 하는 그의 데뷔를 기념했다. 수석 프로듀서 제임스 앤서니 카마이클과 별개로, 이 가수는 《Louder Than Words》에서 지미 잼 & 테리 루이스, 베이비페이스 그리고 데이비드 포스터와 함께 작업했다.
발매와 동시에, 이 음반은 음악 평론가들로부터 대체로 긍정적인 평가를 받았는데, 이들 중 많은 이들은 리치의 보컬 퍼포먼스와 음반에 수록된 발라드를 칭찬했지만 전반적인 소재는 구식이라고 생각했다. 상업적으로, 《Louder Than Words》는 비록 프랑스와 미국에서 골드, 영국에서 실버에 오르며 대부분의 음반 차트에서 상위 30위 안에 진입했지만 리치의 이전 멀티 플래티넘 스튜디오 음반 《Can't Slow Down》 (1983년)과 《Dancing on the Ceiling》 (1986년)의 성공을 재현하는 데 실패했다.

## 배경
수년간의 집중적인 투어와 녹음 이후, 리치는 1986년 3월에 탈진 증후군로 고통 받고 있었다. 그는 1년만 쉬려고 했지만, 그의 아버지인 라이오넬 리치 시니어는 1990년에 죽기 전에 병에 걸렸다. 그가 죽은 후, 리치는 그가 묘사한 "대규모 우울증"으로 고생했다. 동시에, 그는 첫 번째 아내 브렌다 하비와 거의 20년간의 결혼 생활 끝에 이혼하고 있다. 그 직후, 그의 첫 번째 컴필레이션 음반 《Back to Front》 (1992년)가 발매되고 새로운 스튜디오 음반이 사전 제작되는 와중에, 그의 가장 친한 친구는 리치에게 그가 에이즈와 관련된 원인으로 죽어가고 있다고 알렸다. 리치는 그가 세상을 떠나고 나서야 새로운 음악을 제작할 준비가 되었다고 느꼈다. 1994년 5월 둘째 아들 마일스와 그의 두 번째 아내 다이앤 알렉산더를 맞이한 것은 결국 녹음으로의 복귀를 시작하는 데 도움이 되었다. 2018년 《피플》 잡지와의 인터뷰에서 리치는 "그들은 내가 도대체 무슨 일을 하고 있는지 몰랐기 때문에, 나는 그 특정한 시점에 돌아가서 내가 하는 일을 아이들에게 증명해보자는 생각을 했습니다. 그래서 그것이 동기부여가 되었습니다. 나는 이것이 내가 해야 할 일이라는 것을 깨달았습니다."라고 말했다.

## 곡 목록
모든 곡들은 특별한 언급이 없는 한 라이오넬 리치에 의해 작사/작곡하였다.
| #   | 제목                      | 작사·작곡                        | 재생 시간 |
| --- | ------------------------- | -------------------------------- | --------- |
| 1.  | 〈Piece of Love〉         | 부커 T. 존스, 마바 킹, 제프 버드 | 4:04      |
| 2.  | 〈Still in Love〉         |                                  | 4:33      |
| 3.  | 〈I Wanna Take You Down〉 | 제임스 해리스 3세, 테리 루이스   | 5:01      |
| 4.  | 〈Can't Get Over You〉    |                                  | 4:33      |
| 5.  | 〈Change〉                | 리치, 데이비드 코크런            | 5:01      |
| 6.  | 〈Nothing Else Matters〉  |                                  | 4:34      |
| 7.  | 〈Ordinary Girl〉         | 리치, 베이비페이스               | 5:01      |
| 8.  | 〈Say I Do〉              | 해리스, 루이스, 제임스 라이트    | 5:01      |
| 9.  | 〈Paradise〉              | 루이스, 로이드 톨버트            | 5:02      |
| 10. | 〈Don't Wanna Lose You〉  | 리치, 해리스, 루이스             | 5:01      |
| 11. | 〈Now You're Gone〉       |                                  | 5:43      |
| 12. | 〈Lovers at First Sight〉 |                                  | 6:59      |
| 13. | 〈Climbing〉              |                                  | 6:26      |

## 인증
| 국가                                                  | 인증 | 판매량/출하량 |
| ----------------------------------------------------- | ---- | ------------- |
| 미국 (RIAA)                                           | 골드 | 500,000^      |
| 영국 (BPI)                                            | 실버 | 60,000^       |
| 프랑스 (SNEP)                                         | 골드 | 100,000*      |
| *판매량을 기반으로 한 인증 ^출하량을 기반으로 한 인증 |      |               |